# 劉燮
劉燮（りゅう しょう、泰始6年（470年）- 建元元年5月20日（479年6月25日））は、南朝宋の皇族。晋熙王。明帝劉彧の六男。字は仲綏。

## 経歴
泰始6年（470年）、劉彧と謝修儀のあいだの子として生まれた。4月、劉昶の後を嗣いで、晋熙王に封じられた。元徽元年（473年）2月、使持節・監郢州豫州之西陽司州之義陽二郡諸軍事・征虜将軍・郢州刺史に任じられ、黄門郎王奐が長史となって、征虜将軍と郢州の事務を代行した。元徽2年（474年）5月、江州刺史の桂陽王劉休範が挙兵して反乱を起こすと、劉燮のもとから中兵参軍の馮景祖が派遣されて尋陽を攻撃した。劉休範は中兵参軍の毛恵連と江州別駕の程罕之に尋陽を守らせたが、かれらは城門を開いて馮景祖に降伏した。7月、劉燮は安西将軍の号を受け、都督江州諸軍事を加えられた。元徽4年（476年）9月、鎮西将軍の号を受けた。
昇明元年（477年）7月、順帝が即位すると、劉燮は召還されて使持節・都督揚南徐二州諸軍事・撫軍将軍・揚州刺史に任じられた。斉国世子の蕭賾が安西長史となり、撫軍将軍府と揚州の事務を代行した。12月、荊州刺史沈攸之が挙兵して反乱を起こすと、蕭賾は劉燮を奉じて尋陽の湓城に駐屯し、長江の中流域にあって討伐軍の重鎮として諸軍を統率した。昇明2年（478年）1月、沈攸之の乱が鎮圧されると、劉燮は建康に帰った。2月、都督南徐州諸軍事の任を解かれ、都督南豫州諸軍事となり、中軍将軍・開府儀同三司の位を受けた。9月、司徒に上った。建元元年（479年）4月、南朝斉の高帝蕭道成が即位すると、劉燮は司徒の任を解かれ、陰安県侯に降封された。5月、謀反の罪で処刑された。

## 伝記資料
- 『宋書』巻72 列伝第32
- 『南史』巻14 列伝第4